# Masua
Masua è una ex località mineraria oggi balneare che sorge a 95 metri sul livello del mare, facente parte del comune di Iglesias,  provincia del Sud Sardegna, nella sub-regione del Sulcis-Iglesiente. Nella frazione di Masua, che dista da Iglesias circa 13 km., nel 2001 risiedevano 36 abitanti.
Al largo, di fronte alla spiaggia, si trova il faraglione Pan di Zucchero.

## La visita di Gabriele D'Annunzio
Nel 1882, un giovanissimo Gabriele D'Annunzio visitò la miniera, con il compito di scrivere un articolo per conto della rivista Cronaca bizantina. Descrisse la triste condizione dei minatori, denutriti e sottoposti a ritmi di lavoro massacranti, non senza dedicare spazio a un'interessante descrizione del territorio. 

## Porto Flavia
Nella località è stato realizzato il sito minerario di Porto Flavia, utilizzato per il caricamento del minerale sulle navi, oggi meta di turisti e appassionati di archeologia industriale.

## Galleria d'immagini

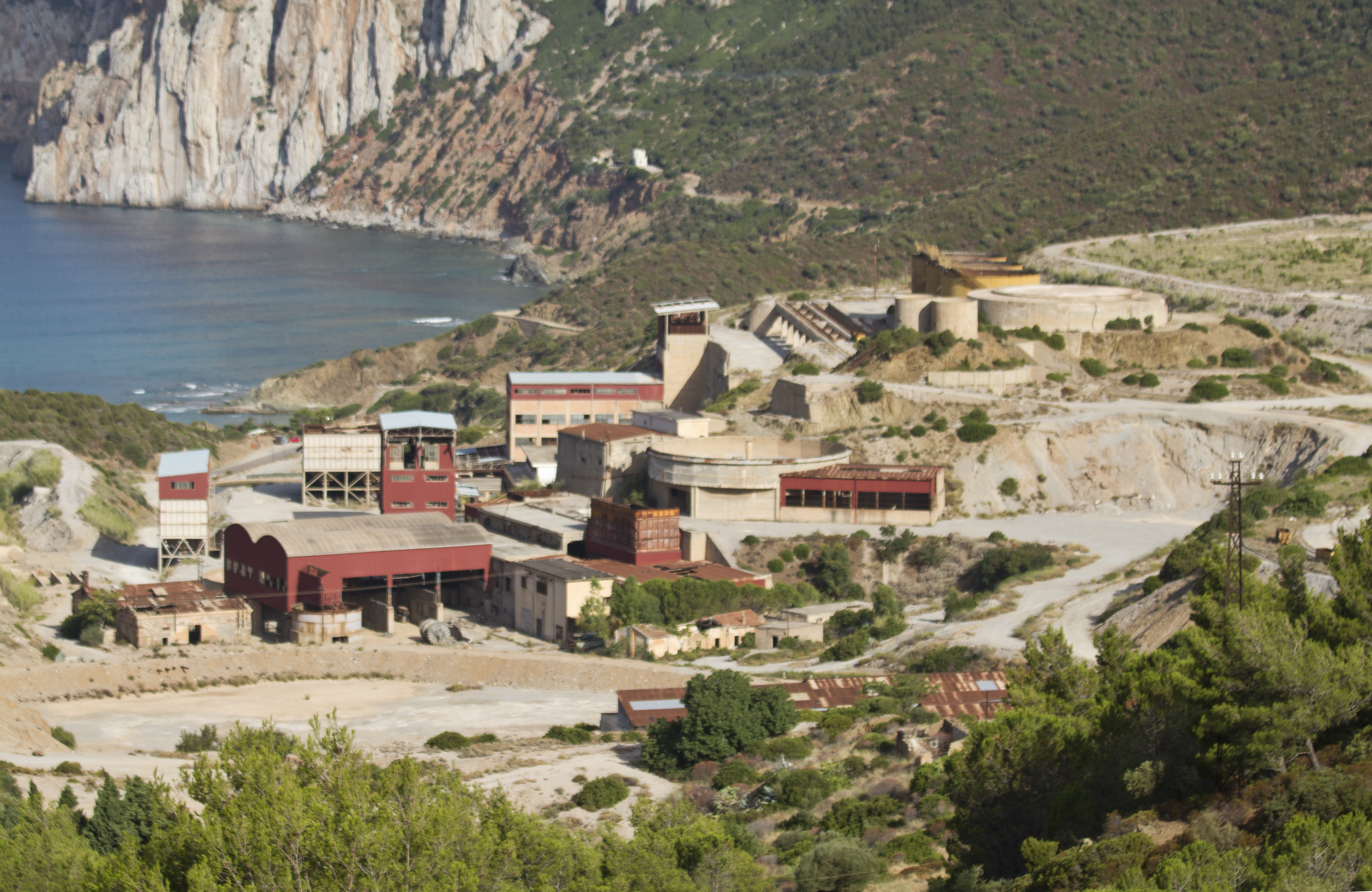
Miniere di Masua
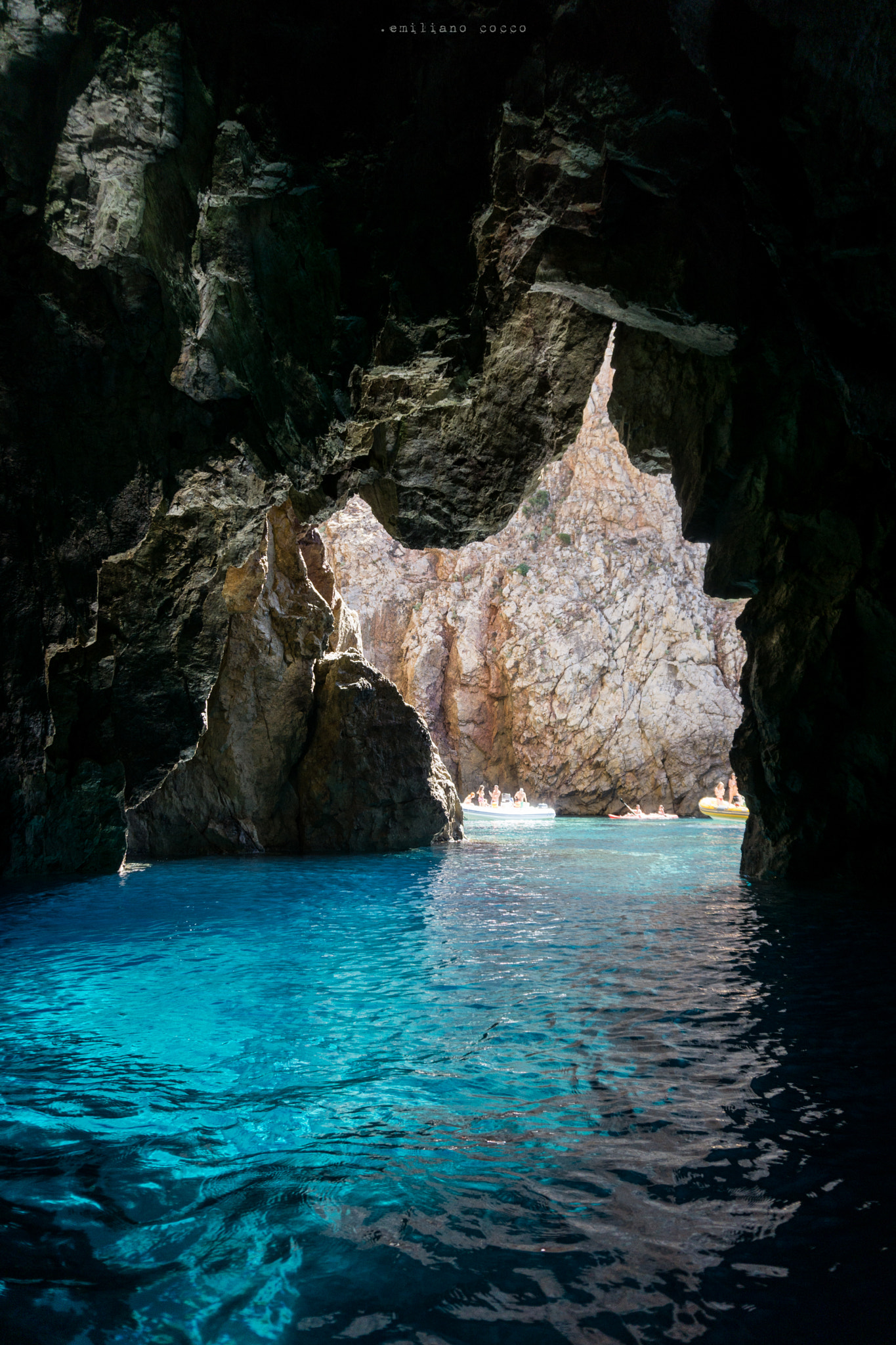
Grotta Azzurra